# The Tides of Barnegat
The Tides of Barnegat è un film muto del 1917 diretto da Marshall Neilan.

## Produzione
Il film fu prodotto dalla Jesse L. Lasky Feature Play Company.

## Distribuzione
Distribuito dalla Paramount Pictures e Famous Players-Lasky Corporation, il film uscì nelle sale cinematografiche statunitensi il 12 aprile 1917.
Non si conoscono copie ancora esistenti del film che si ritiene presumibilmente perduto.